# Glypta washingtoniana
Glypta washingtoniana là một loài tò vò trong họ Ichneumonidae.